# Totoral del Sauce
Totoral del Sauce es una localidad uruguaya, del departamento de Canelones, y forma parte del municipio canario de Sauce.

## Ubicación
La localidad se encuentra situada en la zona centro-sur del departamento de Canelones, al sur del arroyo Totoral, al suroeste del arroyo del Sauce, y sobre la ruta 7, al sur de su empalme con la ruta 75, 9 kilómetros al norte de la ciudad de Pando.

## Población
Según el censo de 2023, la localidad contaba con una población de 1 162 habitantes.
| 419           | 763 | 559 | 623 | 745 | 746 | 1 162 |
| (Fuente: INE) |     |     |     |     |     |       |